# حزقيال مانويل فوينتيس
حزقيال مانويل فوينتيس (بالإسبانية: Juan Manuel Fuentes)‏ هو دراج إسباني، ولد في 7 أبريل 1977 في سيدني في أستراليا.

## وصلات خارجية
- حزقيال مانويل فوينتيس على موقع الاتحاد الدولي للدراجات (الإنجليزية)
- حزقيال مانويل فوينتيس على موقع أرشيف الدراجات (الإنجليزية)
- حزقيال مانويل فوينتيس على موقع إحصائيات الدراجات الإحترافية (الإنجليزية)
- حزقيال مانويل فوينتيس على موقع نسبة الدراجات (الإنجليزية)